# Вне закона (фильм, 2019)
«Вне зако́на» (англ. Beyond the Law) — американский криминальный боевик режиссёра Джеймса Каллена Брессака, премьера которого состоялась 6 декабря 2019 года в некоторых кинотеатрах и по системе VOD и 14 января 2020 года на DVD. Это второй и последний совместный фильм с участием Стивена Сигала и рэпера DMX после «Сквозных ранений» 2001 года.

## Сюжет
Сюжет фильма повествует о неких гангстерах, которые убивают сына бывшего полицейского. Тот, узнав о его гибели, вынужден объявить войну на уничтожение преступной мафиозной группировки
.

## В ролях
| Актёр             | Роль                  |
| ----------------- | --------------------- |
| Стивен Сигал      | Аугустино "Финн" Адэр |
| Джонни Месснер    | Фрэнк Уилсон          |
| DMX               | детектив Рэй Манс     |
| Билл Коббс        | Свилли                |
| Зак Уорд          | Десмонд Паккард       |
| Патрик Килпатрик  | Терренс               |
| Саксон Шарбино    | Шарлотта Бейлз        |
| Шон Канан         | Делахант              |
| Кен Гарито        | Эд                    |
| Коди Рене Камерон | Си Си                 |
| Рэнди Чарач       | Фитци                 |
| Честер Рашинг     | Чанс Уилсон           |
| Ким ДеЛонги       | Эшли Миллет           |
| Джефф М Хилл      | Барриган              |
| Майк Фергюсон     | Джинкс                |
| Юлия Класс        | Светлана              |
| Канзас Боулинг    | Честити               |

## Критика
Фильм получил в целом негативные отзывы кинокритиков. Так, на IMDB.com его рейтинг составляет всего 4 из 10, а на Rotten Tomatoes — 22 %. На сайте theactionelite.com отмечается, что фильм мог бы стать воссоединением Стивена Сигала и DMX после 2001 года, но в фильме отсутствуют захватывающие боевые сцены. Сайт manlymovie.net отмечает, что в этом скучном триллере герой Джонни Месснера борется за справедливость. Сайт bulletproofaction.com полагает, что зритель, ожидающий захватывающего действия, будет разочарован.